# Eunus

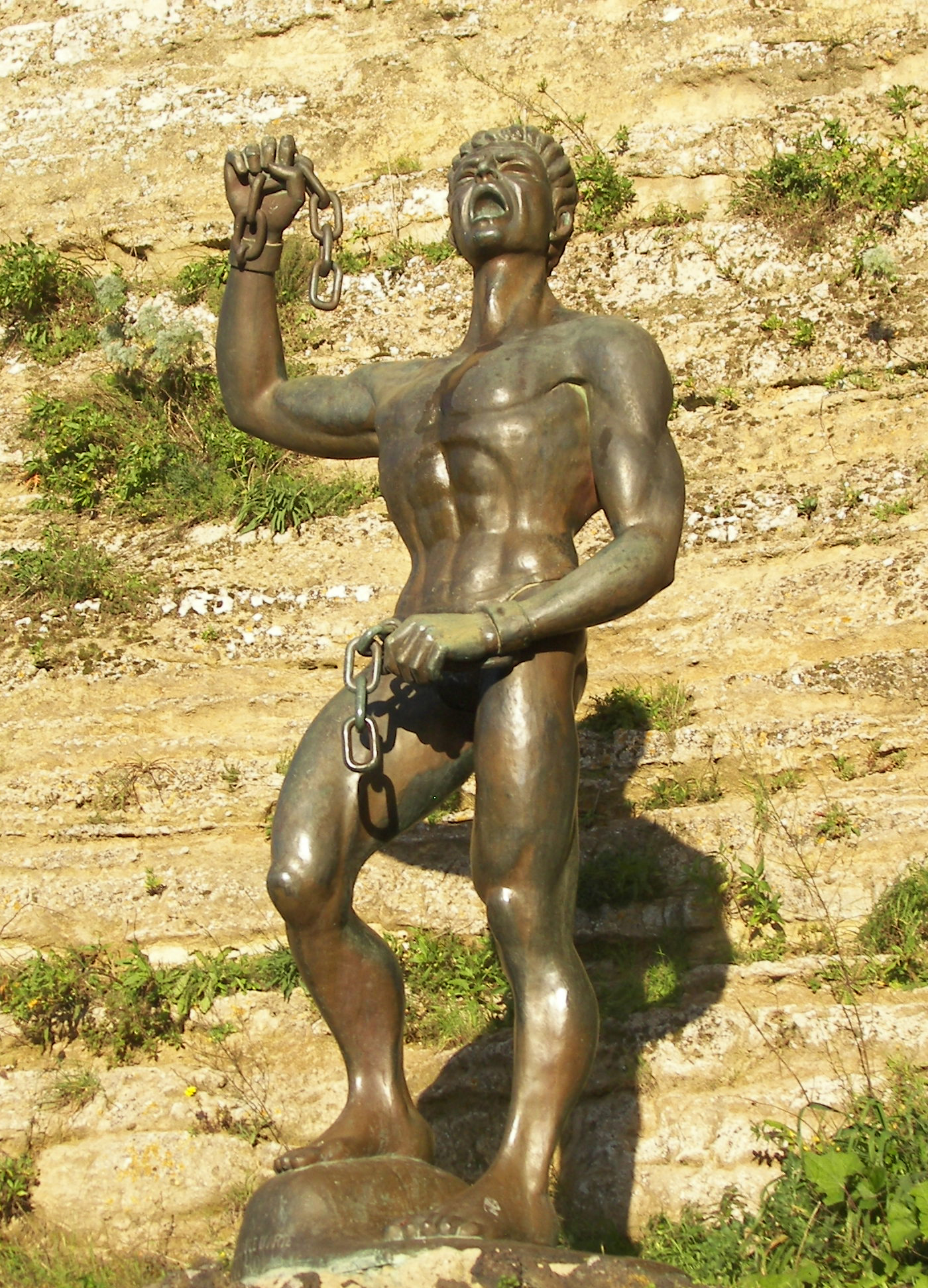
Eunus szobra Enna városában, Szicíliában

Eunus († Szicília, i. e. 132) szír származású szicíliai rabszolga, az első szicíliai rabszolgafelkelés egyik vezetője.

## Élete
Eunus a szíriai Apameiaból származó rabszolga volt Henna városában Szicíliában. Rabszolgatársai látnoknak tartották, és valószínűleg ez is szerepet játszhatott abban, hogy i. e. 135-ben az ő tanácsára rohanták meg és foglalták el Henna városát, kirobbantva ezzel az első szicíliai rabszolgafelkelést.
A felkelés első két évében a rabszolgáknak sikerült Szicília nagy részét elfoglalniuk, a rabszolgák pedig megválasztották királyuknak Eunust, aki ettől kezdve felvette a szír uralkodóknál szokásos Antiochos nevet. Eunus megpróbálta stabilizálni gazdasági és katonai helyzetét a várható római ellentámadás előtt. Ennek érdekében államtanácsot szervezett, pénzt veretett és fegyvereket készíttetett a felkelők számára.
A várt római ellentámadás nem is maradt el, i. e. 134-től kezdve már consuli seregekkel kellett a felkelőknek felvenni a harcot, és innentől kezdve a rómaiak fokozatosan felőrölték a rabszolgaállam ellenállását. A felkelést végül i. e. 132-ben sikerült levernie Publius Rupilius consulnak, Eunust pedig elfogták a rómaiak, és még ebben az évben meg is halt a fogságban.